# Pieter Stuyvesantkerk
De Pieter Stuyvesantkerk is een kerkgebouw in Peperga, gemeente Weststellingwerf, in de Nederlandse provincie Friesland.

## Beschrijving
De kerk is gewijd aan Nicolaas van Myra, maar is in 2007 vernoemd naar Pieter Stuyvesant. De middeleeuwse kerktoren kreeg in 1537 een derde geleding met een lantaarn in laatgotische vormen en ingezwenkte naaldspits. In 1810 werd het schip na een brand herbouwd. De driezijdig gesloten zaalkerk is een rijksmonument. De kerk is sinds 2001 buiten gebruik en particulier eigendom geworden.

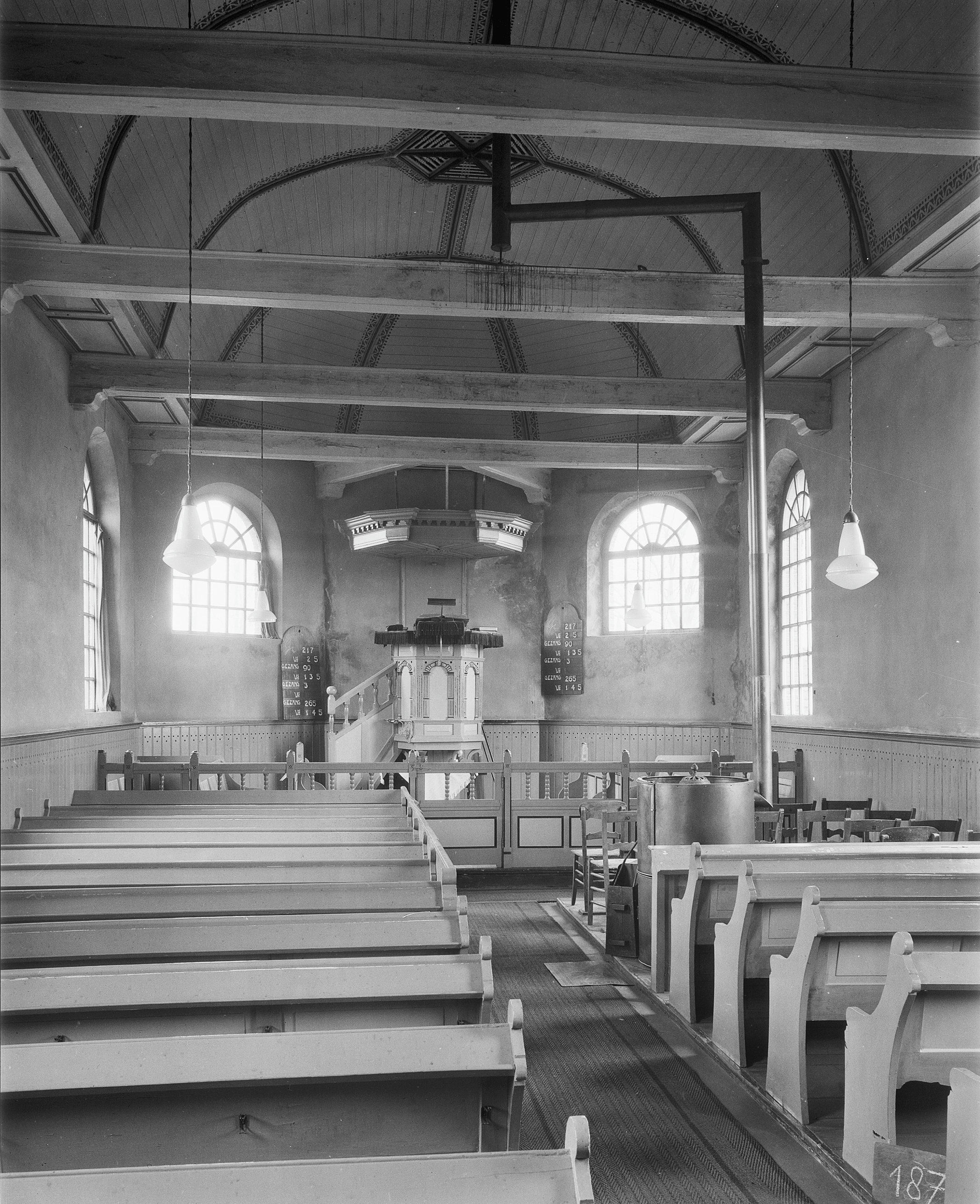
Interieur met preekstoel
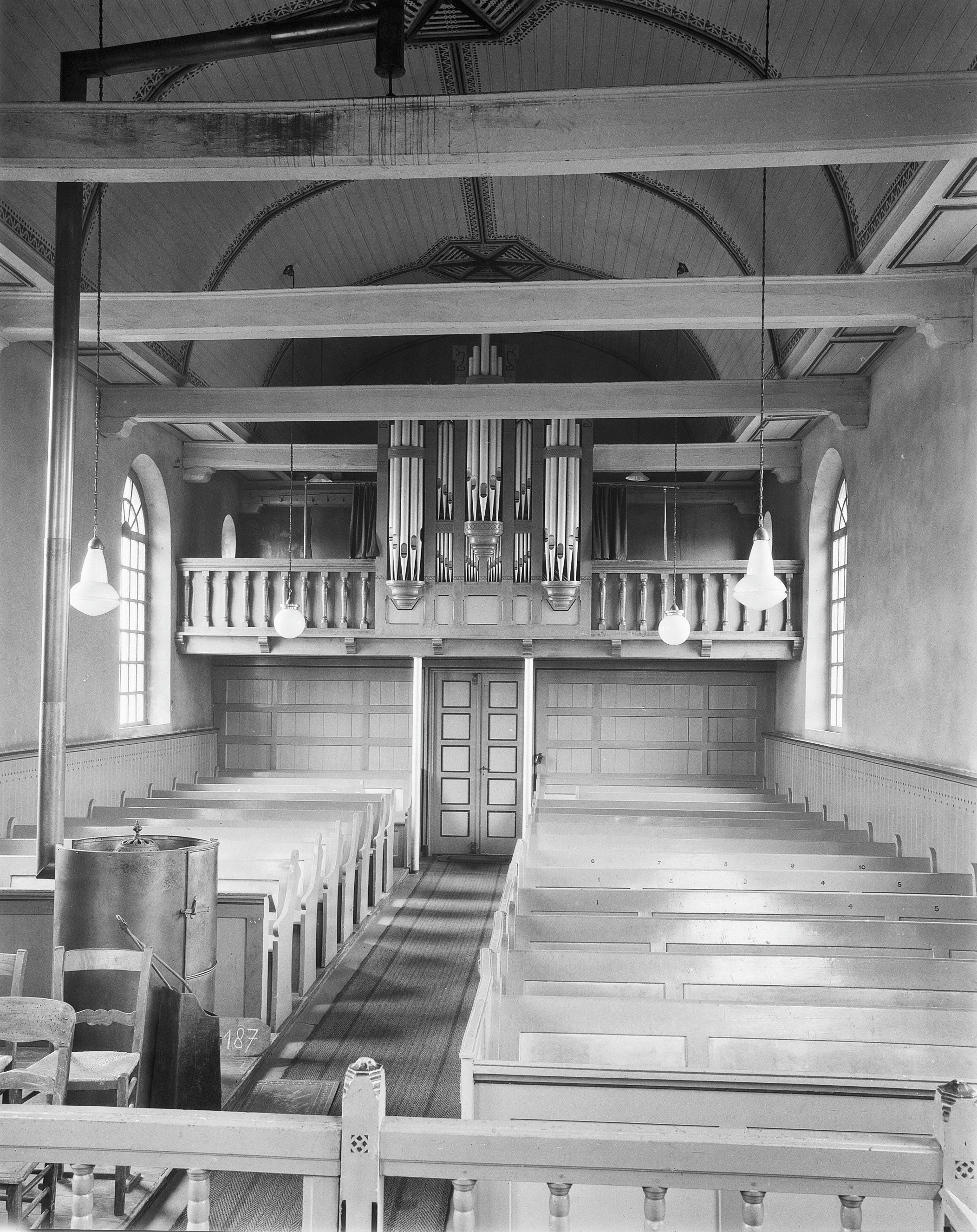
Interieur met orgel (1959)